# غاري جينينغز
غاري جينينغز (بالإنجليزية: Gary Jennings)‏ (20 سبتمبر 1928، بوينا فيستا في الولايات المتحدة - 13 فبراير 1999 في الولايات المتحدة)؛ صحفي، كاتب وروائي أمريكي.